# 非交换拓扑
数学中，非交换拓扑是用于拓扑学与C*-代数概念之间关系的术语。非交换拓扑起源于盖尔范德–奈马克定理，指出局部紧豪斯多夫空间的范畴同交换C*-代数范畴之间的对偶性。非交换拓扑与解析非交换几何有关。

## 例子
非交换拓扑背后是前提是，非交换C*-代数可以像非交换空间上的复值连续函数代数一样处理，而非交换空间在经典上是不存在的。有几个拓扑性质可表为C*-代数的性质，而无需提及交换性或底空间，因此可以立即推广。其中包括
- 紧性（含幺）
- σ-紧性（含σ-幺）
- 维度（实或稳秩）
- 连通性（无射影）
- 极端不连通空间（AW*-代数）

交换C*-代数的各个元素同连续函数相对应。因此，某些函数类可对应C*-代数的性质，例如交换C*-代数的自伴元素对应实值连续函数。另外，投影（即自伴幂等元）对应闭开集的指示函数。
范畴构造引出一些例子。如，空间的余积是无交并 ，于是对应于代数的直和，其是C*-代数的积。同样，积拓扑对应C*-代数的余积，即代数的张量积。在更特殊的情形下，拓扑的紧化对应代数的单位化，于是单点紧化对应C*-代数的最小单位化，斯通-切赫紧化对应乘数代数，冠集对应冠代数。
在某些性质的例子中，可能存在多种推广，但并不清楚哪种更可取。例如，概率测度可对应状态或迹态。由于交换情形下，所有状态都是空迹态（vacuously 
tracial state），因此迹条件是否是有用推广的必要条件，并不清楚。

## K理论
这一思想的一个主要例子是拓扑K-理论以算子K-理论的形式推广到非交换C*-代数。
其进一步发展是K理论的双变量版本，称作KK-理论，有组合积
{\displaystyle KK(A,B)\times KK(B,C)\rightarrow KK(A,C)}
其中普通K理论的环结构是特例。积赋予KK以范畴的结构，与代数簇的对应有关。